# 林陵平
林陵平（1986年9月8日—），已退役日本職業足球運動員，司職前鋒。現任東京大學足球部主教練。

## 俱樂部生涯
2007年毕业于明治大学，之后加入了东京绿茵，在为球队出场33次，打进6球。之后转会去到了柏雷素尔。经过外借后，林陵平正式从柏雷素尔加盟山形。
林陵平获得日职联赛月度MVP的6月J2最佳球员奖，林陵平6月的5场日乙全部打满全场并有3轮连续破门共打进6球，助球队6月不败。
2017年他加盟了水户蜀葵，2017年赛季为水户蜀葵在日乙联赛中出场41次，打进了14球。
东京绿茵官方宣布，水户蜀葵前锋林陵平重返球队。
东京绿茵25日宣布与前锋林陵平完成续约。本赛季日乙联赛林陵平出赛28场打入7球。
2020年3月14日，日乙球队群马草津温泉在官方宣布，球队已经通过有限价格从东京绿茵引入前锋林陵平。不过球队上并没有透露具体转会金额。
本赛季效力于群马草津温泉的前锋林陵平宣布将与赛季末退役。职业生涯日职出场36场打入3球，日乙出场256场打入62球。